# Семлики
Семлики — река в Центральной Африке. Длина реки — 230 км.
Протекает по западной части Восточно-Африканской рифтовой долины, соединяет озёра Эдуард и Альберт.
Семлики вытекает из озера Эдуард в Демократической Республике Конго, течёт на север вдоль западных склонов хребта Рувензори, с которых пополняется ручьями, протекает по границе с Угандой и впадает в озеро Альберт, являясь, таким образом, одним из истоков реки Белый Нил.
Семлики создала аллювиальную равнину, часть которой включена в национальный парк Вирунга. Животный мир долины реки представлен слонами, гиппопотамами, крокодилами и различными видами антилоп. В дельте реки произрастает папирус и амбач. На правом берегу нижнего течения в 1993 году был организован национальный парк Семлики площадью 220 км².